# Solenopsis altinodis
Solenopsis altinodis é uma espécie de formiga do gênero Solenopsis, pertencente à subfamília Myrmicinae.